# 태극문
《태극문》은 용대운의 작품으로 1994년 8월 1일, 도서출판 뫼에서 출간되었다. 1990년 이후로 절필했던 용대운의 복귀작이다. 이전 작품들과는 다르게 인물을 중심으로 쓴 것이 특징이다.
다음은 저자가 서문에서 밝힌 말이다.

'무협도 어차피 인간을 다룬 소설인 만큼  인간(人間)이 그려지지 않고서는 성공할 수 없다는 것이 본 저자의 솔직한 생각이다.이 태극문의 주인공은 본  저자의 다른 소설인 <마검패검>의  전옥심(錢玉心)이나 <유성검>의 조무상(曹無傷), <탈명검>의 임무정(林無情) 등 여타 주인공들과는 조금 다른 특이한  성향을 지니고 있다. 뛰어난 재질보다는 강한 집념과 끈기의 소유자로 '노력하는 자만이 성공할 수 있다'라는 평범한 진리를 몸소 실천하는 인물이다. 독자들이 이 책을 모두 읽고  '조자건(趙紫巾)'이라는 한 인간(人間)을 조금이라도 좋아하게 된다면 본 저자는 그것으로 만족하겠다.'

## 등장 인물
- 조자건(趙紫巾)
- 번우량(飜宇亮)
- 위지혼(慰遲魂)
- 모용수(慕容修)
- 섭보옥(葉寶玉)
- 조립산(趙立山)
- 화군악(華君嶽)

## 연결권 서지정보
| 제목               | 저자   | 출판사      | 출간일      | 페이지  | ISBN                                                  |
| 태극문 제1부 제1권 | 용대운 | 도서출판 뫼 | 1994. 8. 1. | 294(A5) | ISBN-10: ISBN 8980510144, ISBN-13: ISBN 9788980510146 |
| 태극문 제1부 제2권 | 용대운 | 도서출판 뫼 | 1994. 8. 1. | 280(A5) | ISBN-10: ISBN 8980510152, ISBN-13: ISBN 9788980510153 |
| 태극문 제1부 제3권 | 용대운 | 도서출판 뫼 | 1994. 8. 1. | 288(A5) | ISBN-10: ISBN 8980510160, ISBN-13: ISBN 9788980510160 |
| 태극문 제2부 제1권 | 용대운 | 도서출판 뫼 | 1994. 9. 1. | 286(A5) | ISBN-10: ISBN 8980510187, ISBN-13: ISBN 9788980510184 |
| 태극문 제2부 제2권 | 용대운 | 도서출판 뫼 | 1994. 9. 1. | 282(A5) | ISBN-10: ISBN 8980510195, ISBN-13: ISBN 9788980510191 |
| 태극문 제2부 제3권 | 용대운 | 도서출판 뫼 | 1994. 9. 1. | 294(A5) | ISBN-10: ISBN 8980510209, ISBN-13: ISBN 9788980510207 |

## 재간본 서지정보
| 제목     | 저자   | 출판사 | 출간일       | 페이지  | ISBN                                                  |
| 태극문 1 | 용대운 | 북이랑 | 2004. 3. 15. | 294(A5) | ISBN-10: ISBN 8958180447, ISBN-13: ISBN 9788958180449 |
| 태극문 2 | 용대운 | 북이랑 | 2004. 3. 15. | 280(A5) | ISBN-10: ISBN 8958180455, ISBN-13: ISBN 9788958180456 |
| 태극문 3 | 용대운 | 북이랑 | 2004. 4. 26. | 288(A5) | ISBN-10: ISBN 8958180633, ISBN-13: ISBN 9788958180630 |
| 태극문 4 | 용대운 | 북이랑 | 2004. 4. 26. | 286(A5) | ISBN-10: ISBN 8958180641, ISBN-13: ISBN 9788958180647 |
| 태극문 5 | 용대운 | 북이랑 | 2004. 5. 31. | 280(A5) | ISBN-10: ISBN 895818079X, ISBN-13: ISBN 9788958180791 |
| 태극문 6 | 용대운 | 북이랑 | 2004. 5. 31. | 278(A5) | ISBN-10: ISBN 8958180803, ISBN-13: ISBN 9788958180807 |

## 같이 보기
- 무협
- 무협 소설